# Annona scandens
Annona scandens là loài thực vật có hoa thuộc họ Na. Loài này được Diels ex Pilg. mô tả khoa học đầu tiên năm 1905.